# 宽瓣金莲花
宽瓣金莲花（学名：Trollius asiaticus）为毛茛科金莲花属下的一个种。

## 扩展阅读
維基物種上的相關：宽瓣金莲花